# Barão de São Francisco
1. Francisco José Pacheco – 1.º barão de São Francisco (22 de outubro de 1862)

Título criado por D. Luís I de Portugal por carta de 22 de outubro de 1862, em favor de Francisco José Pacheco - Comendador da Ordem de Christo e da Ordem da Roza do Império do Brazil.
Titulares
1. Francisco José Pacheco– 1.º barão de São Francisco (22 de outubro de 1862)}
2. Francisco José Pacheco - Visconde de São Francisco (1831-1880) Carta de Brazão de Armas de Nobreza e Fidalguia de 27 de junho de 1864 - Filho de Francisco José Pacheco - 1º Barão de São Francisco em Portugal e de D. Marianna Henriqueta Pacheco, neto por parte paterna de José dos Santos Pacheco e de  de D. Maria Joaquina dos Santos e por parte materna de João José de Mello e D. Annna Joaquina de Mello]